# Michael Paliotta
Michael Paliotta, född 16 april 1993, är en amerikansk professionell ishockeyspelare som tillhör NHL-organisationen Columbus Blue Jackets och spelar för deras primära samarbetspartner Lake Erie Monsters i American Hockey League (AHL). Han har tidigare spelat på NHL-nivå för Chicago Blackhawks och på lägre nivåer för Vermont Catamounts (University of Vermont) i National Collegiate Athletic Association (NCAA) och USNTDP Juniors i United States Hockey League (USHL).
Paliotta draftades i tredje rundan i 2011 års draft av Chicago Blackhawks som 70:e spelare totalt.

## Statistik
| 2009–2010   | USNTDP Juniors         | USHL        | 32  | 1  | 6  | 7  | 43  | — | — | — | — | — |
|             | U.S. National U17 Team |             | 50  | 2  | 12 | 14 | 53  | — | — | — | — | — |
| 2010–2011   | USNTDP Juniors         | USHL        | 24  | 0  | 5  | 5  | 35  | — | — | — | — | — |
|             | U.S. National U18 Team |             | 60  | 1  | 14 | 15 | 77  | — | — | — | — | — |
| 2011–2012   | Vermont Catamounts     | NCAA        | 30  | 4  | 6  | 10 | 44  | — | — | — | — | — |
| 2012–2013   | Vermont Catamounts     | NCAA        | 35  | 1  | 9  | 10 | 50  | — | — | — | — | — |
| 2013–2014   | Vermont Catamounts     | NCAA        | 38  | 5  | 22 | 27 | 51  | — | — | — | — | — |
| 2014–2015   | Chicago Blackhawks     | NHL         | 1   | 0  | 1  | 1  | 0   | — | — | — | — | — |
|             | Vermont Catamounts     | NCAA        | 41  | 9  | 27 | 36 | 40  | — | — | — | — | — |
| NHL totalt  | NHL totalt             | NHL totalt  | 1   | 0  | 1  | 1  | 0   | — | — | — | — | — |
| NCAA totalt | NCAA totalt            | NCAA totalt | 144 | 19 | 64 | 83 | 185 | — | — | — | — | — |
| USHL totalt | USHL totalt            | USHL totalt | 56  | 1  | 11 | 12 | 78  | — | — | — | — | — |